# Exocelina maculata
Exocelina maculata är en skalbaggsart som först beskrevs av Sharp 1882.  Exocelina maculata ingår i släktet Exocelina och familjen dykare. Inga underarter finns listade i Catalogue of Life.